# Jean-Louis Beaumont
Jean-Louis Beaumont (10 de novembro de 1925 - 31 de agosto de 2013) foi um político francês.
Beaumont nasceu em Paris em 10 de novembro de 1925. Ele era um professor de medicina no Hospital Universitário Henri-Mondor.
Ele derrotou o prefeito de Saint-Maur-des-Fossés Gilbert Noël em 1977 e permaneceu no cargo até 2008, optando por não se candidatar à reeleição naquele ano. Ele serviu no seu segundo mandato como deputado de 1993 a 1997, representando o primeiro eleitorado de Val-de-Marne enquanto era filiado à União pela Democracia Francesa, perdendo a reeleição para Henri Plagnol, um conselheiro do seu governo municipal. Beaumont morreu na sua casa em Saint-Maur-des-Fossés em 31 de agosto de 2013, aos 87 anos.